# Heteromeringia norrisi
Heteromeringia norrisi är en tvåvingeart som beskrevs av Mcalpine 1960. Heteromeringia norrisi ingår i släktet Heteromeringia och familjen träflugor. Inga underarter finns listade i Catalogue of Life.